# タッツェルブルム

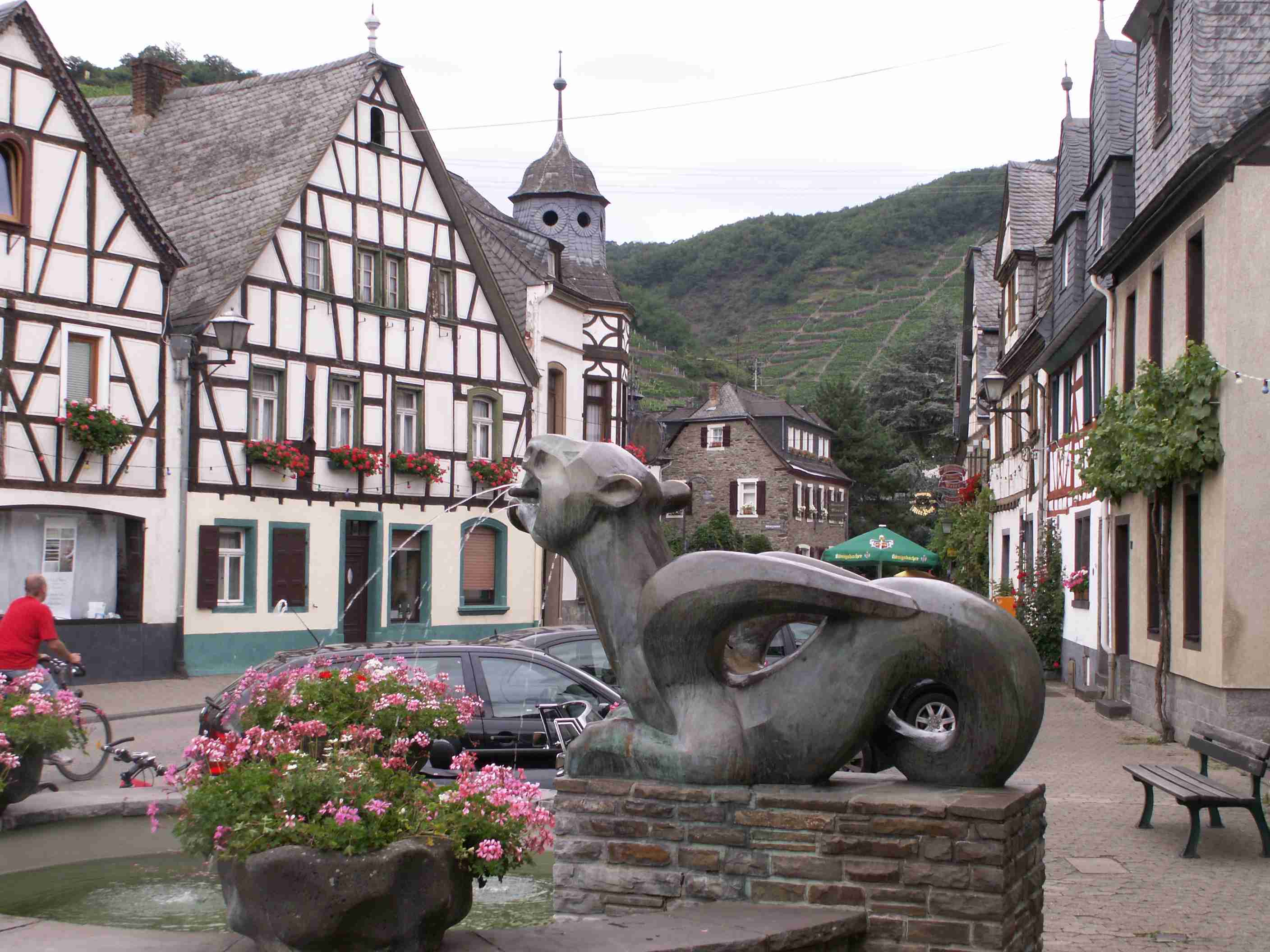
ドイツ、コーバン＝ゴンドルフにある、タッツェルブルムの彫刻の噴水（2008年撮影）

タッツェルヴルム（独: Tatzelwurm）またはシュトレンヴルム（独: Stollenwurm）、アルプス山脈に住むとされる未確認生物あるいは伝説上の生き物。
猫のような頭をした蛇の姿をしている言い伝えがあるが、目撃談では、主に扁平形のトカゲ、あるいは前脚付きの蛇の姿と報告される。また有毒か毒気を吐くという伝承がある。イタチ科の哺乳類の誤認という仮説も立てられている。
オーストリア・アルプス、スイス・アルプス、バイエルン・オーバーラント、イタリア・アルプスなどヨーロッパ山岳地帯の各地に伝承がある。
従来はバイエルンでタッツェルヴルム、スイスでシュトレンヴルム、オーストリアでベルクシュトゥツと呼ばれる。これに対応する伝説上の生き物は、フランス語でアラッサスとして知られる。
17世紀スイスで目撃されたという通称「ショイヒツァーの竜」のなかには猫頭の爬虫類型も含まれるが、これらがタッツェルヴルムの仲間に入れられることもある。

## 名称

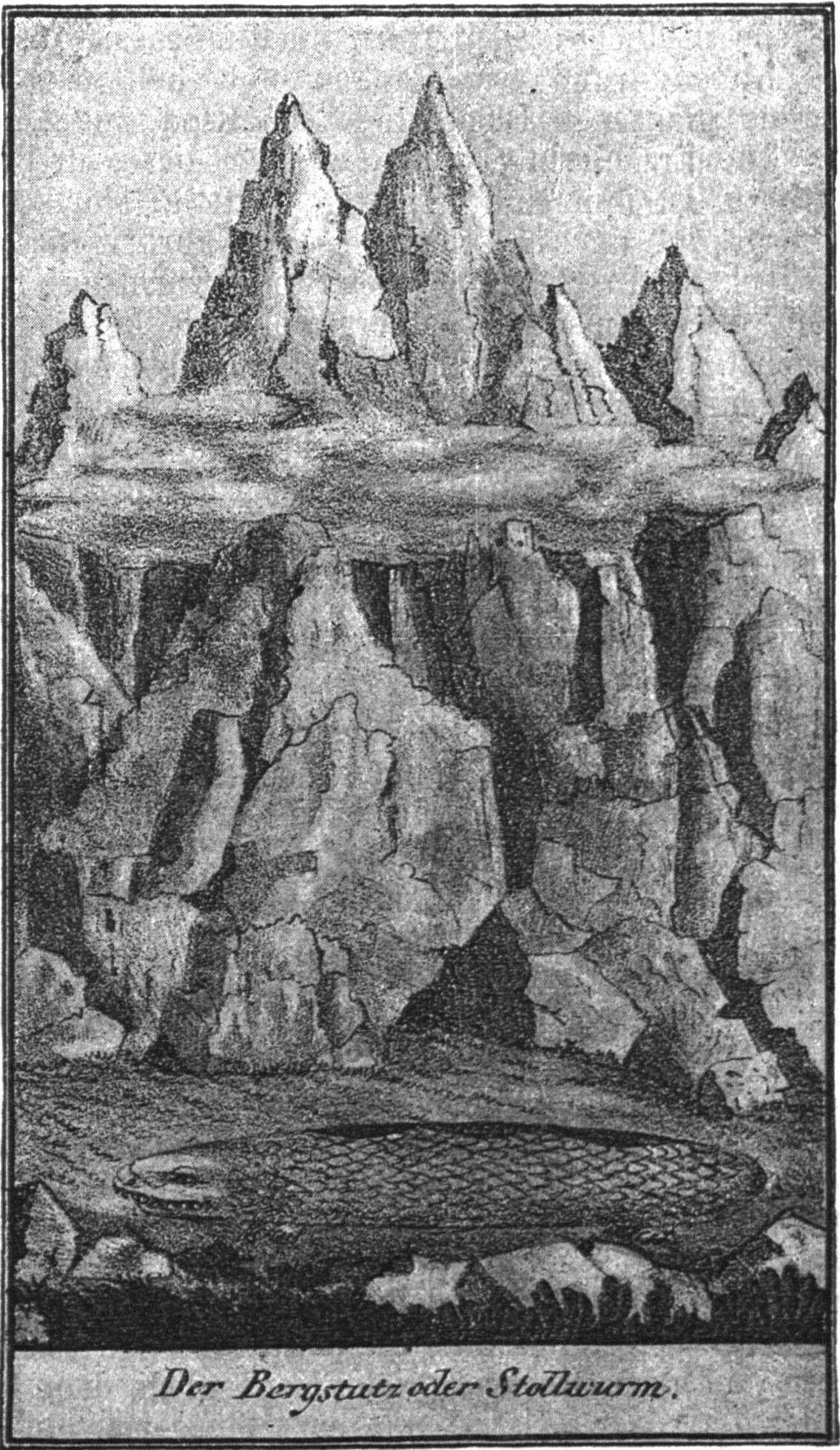
ベルクシュトゥツ（シュトレンヴルム）

タッツェルヴルムは、「足のある虫（蛆虫や爬虫類も含む）｣を意味するといわれる。
この呼称は、スイスでは使用されず、スイスのベルンアルプス周辺ではシュトレンヴルムあるいはシュトルヴルム（Stollenwurm, Stollwurm）と呼ばれてきた。これはドイツ語で「トンネルの虫」、「穴の虫」等の意であり、あるいは近隣の方言で「短く太い足」を持った「蛇類」とも解釈できる。
タッツェルヴルムは、従来ドイツのバイエルン地方での呼称で、その変形としてダーツルヴルム、プラーツェルヴルム（Daazlwurm、Praazlwurm）が認められる。ただ20世紀にもなるとオーストリアでもタッツェルヴルムという呼称は一般化した。
オーストリアでは、ベルクシュトゥツ（Bergstutz、Birgstutz、Birgstutz'n）といい「山の切株状のもの」を意味する異称が従来よりの名であり、分布としては、オーストリアのシュタイエルマルク州や、チロル地方、ザルツブルクやザルツカンマーグート地方、さらにドイツのバイエルンの一部（ベルヒテスガーデン市）で使われていたと、古い研究論文には記述されている。また単にシュトッツン（Stutzn）という名称が、トラウン川やアルム川渓谷では使われていた。
猫の頭をしたトカゲのようだといわれる伝説の怪物はフランスアルプスではアラッサス（arassas）と呼ばれる。

## 目撃情報
タッツェルブルムは古くから現地の伝説に登場している。
その存在が確立していない爬虫類らしい生物のスイスでの目撃情報は、すでに17–18世紀に収集され、ラテン語で「竜」だと記述されて発表されているが、これらには猫顔の爬虫類型、および純爬虫類型が含まれる。それらは「ショイヒツァーの竜」などと呼ばれることがあり、ときにはシュトレルンヴルム（タッツェルヴルム）の例として扱われている。
1934年にスイスの写真家バルキン某が撮影したとするタッツェルヴルムの写真があり、ベルリナー・イルストリエルテ・ツァイトゥング紙に掲載された。しかし生きた個体と接触したと証言されたにしては、作り物にしか見えないとの指摘があり、信ぴょう性はない。
その目撃談や伝承は、スイス、バイエルン、オーストリア領アルプス等、広域的に知られている。

## 外見的な特徴
タッツェルヴルムはずんぐりとした蛇かトカゲのような姿で、鉤爪のついた脚が、2本か4本または6本生えているといわれる。体長は目撃例によってさまざまだが、約30cmから約2mまで報告される。胴体が太く短くもあり、日本の伝説におけるツチノコのような存在ともされる。
特にスイスなどでは猫のような顔を持つとも伝わる。ショイヒツァーの竜の一例「猫頭の蛇」は全長7フィートあったとされた。
また、シュトレンヴルムは白黒2種類あり、白色種は王冠がついているというスイス中部（ベルン州）の伝承もある。

## 生態
猛毒を帯びているとも言われる。オーストリアやバイエルンのタッツェルヴルムは、毒性の息を吐くとされていたが、後年になると致死量に至る毒性だと誇張されるようになった。スイスのシュトレンヴルムも毒性があると言われ、前肢が二本ある「ショイヒツァーの竜」に息を浴び、頭痛と目まいが生じたとする遭遇例がある。
タッツェルヴルムは、金切り音、口笛のような音、またはシャーという蛇の音を発するという伝承がある。

## 考察
ダラ・トーレはその論文「アルプスのドラゴン史」 (1887年)で、「ショイヒツァーの竜」について考察しているが、自然科学者であったダラ・トーレは、猫のような頭についての説明はせずに、すべて蛇がトカゲの類の誤認として説明できるとした。しかし、これらの未確認爬虫類は、すでに絶滅してしまっているとダラ・トーレは推察しており、民間伝承もその「幻影」のみしか伝わらないとした。
逆に爬虫類ではなく、哺乳類、特にイタチ科の動物の誤認との仮説も立てられている。作家のヨハン・ルドルフ・ウィースはシュトレンヴルムの存在には懐疑的で、もしあるとすればそれは高山では馴染みの薄いケナガイタチやイタチ、テン類、カワウソ類の見間違いではないかと提唱した。

## 17世紀のスイスの竜

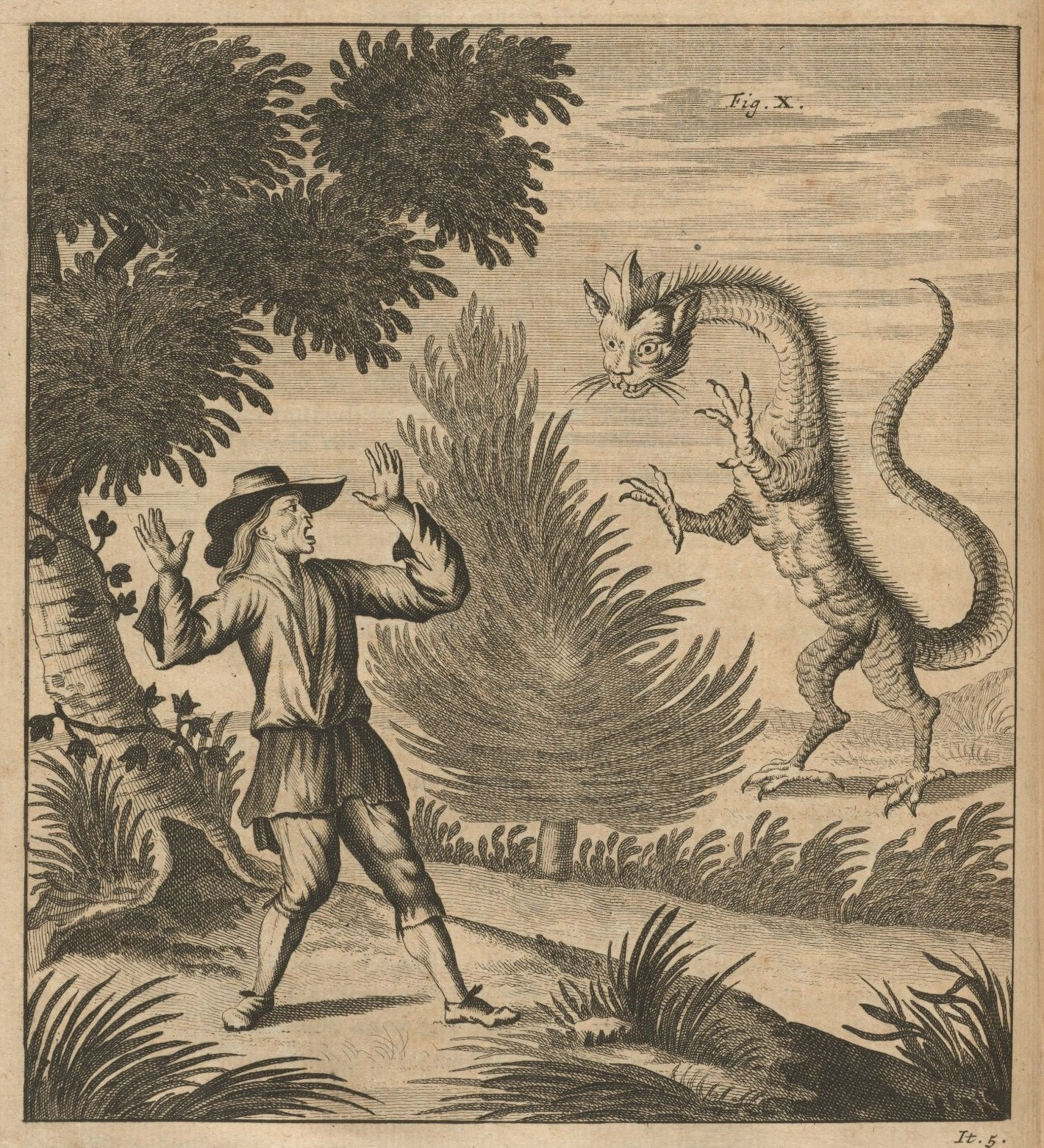
スイスアルプスのザルガンサーラントに出現した（1660年頃）と発表された「竜」。

スイスでは早い時期（17世紀）に、「竜」だと称する目撃談が記録されている。その中には猫のような頭と爬虫類のような胴体を持った生物や、有脚の蛇のような生物があり、これらをタッツェルヴルムの例として扱う文献もみられる。
博物学者ヨハン・ヤコプ・ワーグナーは、スイス山地で目撃されたという竜についての複数の記録をまとめ1680年にこれをラテン語で出版した。その後、ヨハン・ヤーコブ・ショイヒツァーがこれら11例に銅版画を添えて1723年に再版した。こうした目撃例はのちに「ショイヒツァーの竜」とも呼ばれるようになった。具体例には、猫頭の竜も、全体的に爬虫類的な例も混在する。

### 猫頭の竜

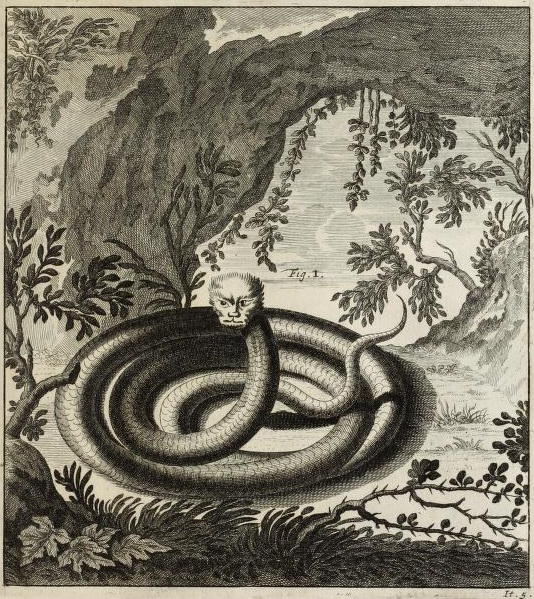
猫頭の蛇。

ショイヒツァーの竜の第1例は「猫頭の蛇」とも近年の未確認生物研究者に命名されているが、文字通り蛇の胴体に猫の頭が付いたような生物として説明・図解されている（左図）。
目撃者によれば長さは7フィート程あり、胴体は黒から灰色にかけた色をしていたという。近隣の住民は、それまで家畜の牛の乳が得体の知れないものに吸われる被害にあっていたが、この怪物が退治されたあとに被害が終息したとしている。
別の例では、猫頭で四足の「竜」が出現したとされている（上図）。特徴としてはイノシシのような剛毛が、背中にわたって生えていたという。

### その他のアルプスの竜

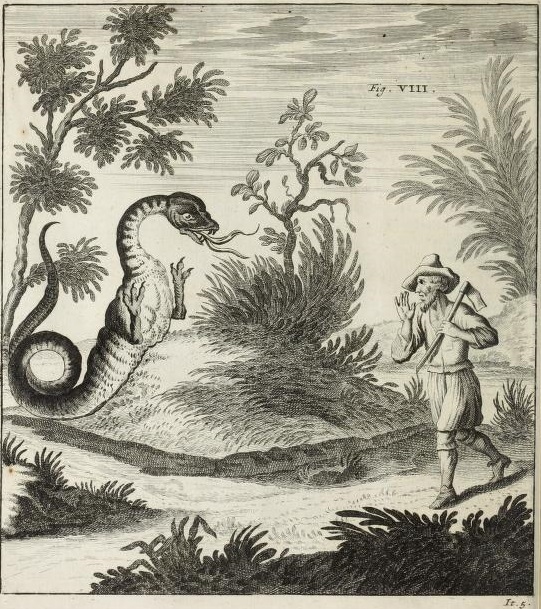
カモール山の竜

他の目撃例では、「竜」は特に猫のような頭をしておらず、爬虫類の外見をしていた。例えば第2例は、四足のトカゲに似、頭部には鶏冠のようなものがついていたと解説されている。カモール山で目撃されたという竜は、巨大な頭を持ち、前肢のみ2本ついており、その息を吹きかけられた遭遇者は目まいと頭痛を発して退散した。

## 19世紀初頭の文献
19世紀初頭、ベルン出身の二人の著述がスイスアルプスの民俗学に大きく貢献したが、そのなかにはシュトレンヴルムについての見聞も含まれていた。この二人とは昆虫学・軟体動物学者ザムエル・エマヌエル・シュトゥダー (1757–1834年) と、作家のヨハン・ルドルフ・ウィース(1783–1830年)である。
シュトレンヴルムが猫のような頭をしたものだという民間伝承は、両者の記述に見つかる。ただ、シュトゥダーが発表した目撃例や、ウィースが採集した小話には猫似の描写は含まれていない。

### シュトゥダー
シュトゥダーは、シュトレンヴルムについて最も価値の高い資料だとの意見がある。 シュトゥダーによれば、 シュトレンヴルムの名は「短い足」を意味する「シュトレン」に由来する。また、高湿度の暑い時や、天気が変わりやすい時に出現する習性があるという伝承を伝える。民間では有毒で危険だと信じられ、外見は、猫のような頭と、鉤爪を持った足を持った、短くてずんぐりした蛇のようだとされていた。
シュトゥダーは、当時の目撃情報も収集している。1811年に目撃されたとされるシュトレンヴルムは、二又に分かれた舌をもち、蛇のようだが頭部が幅広く、短い脚が2本だった。ハインリッヒという教師がベルン州グッタネンの渓谷で見たという。 全長は1クラフター（1.8m）あり、男性の太腿ほどの太さだったという。これより数年前には、ベルン州トラハゼルヴァルト郡のアルメントリ在住のハンス・ケールリなる人物が、一匹の毛深いシュトレンヴルムを殺し、体内にはその幼生が10体入っていたという。
シュトゥダーは、ルイドール金貨3、4枚の懸賞金をかけて「正真正銘のシュトレンヴルム」の標本を求めており、これはいかにその実在を信じていたかをうかがわせるものだとも言われている。

### ウィース
ヨハン・ルドルフ・ウィースは、竜は想像上の生き物で、シュトレンヴルムは存在の疑わしい生物であると述べた。ウィースはシュトレンヴルムが猫頭と短い足を持つ蛇のような外見、という一般的な特徴に加え、ときには毛が密に生えているとされており、2本や4本だけでなく、幼虫のように多数の足を持つともいわれると記述した。
ウィースが、ベルン州ガドメン谷の一人の牧童から採集した伝承によれば、シュトレンヴルムは2種類あり、白色種は小さな王冠をかぶっているが、より一般的な黒色種は。
ウィースは、ハインリヒ・デュビによれば、シュトレンヴルムや竜の伝承資料としてはシュトゥダーに比べ重要性の低いものに位置づけられているが、幾つかの民間伝承を伝えている。スイスの山岳地帯では、放牧された牝牛が蛇に乳を吸われる被害を防ぐには、白い雄鶏を連れて行けよいとという迷信があるが、その蛇というのはシュトレンヴルムのことだとウィースは考察している。

## 生痕化石としてのタッツェルブルム
国立科学博物館で2001年12月4日から2002年2月17日にかけて実施された特別企画展「化石の美と科学」では、ウンブリア地方で発見された無脊椎動物の生痕化石を「ジュラ紀のタッツェルブルム（ジュラシック・タッツェルブルム）」と名付けて展示した。